# Мама Люба
Мама Люба е осми сингъл на руската поп-група Серебро. Издаден е на 15 септември 2011 г.

## Обща информация
Английската версия се казва „Mama Lover“. Получава положителни отзиви от музикалните критици, възхваляващи забавното настроение на песента. Комерсиално, песента е една от най-успешните сингли на Серебро, заемаща първото място в класациите, включително в Русия, Италия, Белгия, Латвия, Чехия и Испания.
Видеоклипа излиза също на 15 септември 2011 г. в Ello.com. Според медиите, повече от 250 пародии на клипа са качени в YouTube.

## Песни
Дигитално сваляне
(Издаден на 15 септември 2011 г.)
1. „Mama Lover“ – 4:04
2. „Мама Люба“ – 4:05

iTunes ремикси
1. „Mama Lover“ (Мама Люба) – 4:02
2. „Mama Lover“ (английск версия) – 4:02
3. „Mama Lover“ (ремикс на Матрик) – 5:46
4. „Mama Lover“ (ремикс на Слава инсайд) – 5:42
5. „Mama Lover“ (ремикс на DJ V1t & DJ Johnny Clash) – 6:11
6. „Mama Lover“ (ремикс на DJ Amor) – 3:54
7. „Mama Lover“ (ремикс на DJ Prado) – 7:15
8. „Mama Lover“ (ремикс на Digital Nova) – 3:37
9. „Mama Lover“ (ремикс на DJ Chixer) – 3:36
10. „Mama Lover“ (ремикс на DJ La) – 4:04

Новозеландски ремикси
1. „Mama Lover“ (Dab & Sissa радио версия) – 2:55
2. „Mama Lover“ (ремикс на Dab & Sissa) – 5:51
3. „Mama Lover“ (ремикс на The Cube Guys) – 7:04

Италиански ремикс EP
1. „Mama Lover“ (радио версия) – 3:29
2. „Mama Lover“ (разширена версия) – 5:32
3. „Mama Lover“ (ремикс на Gary Caos) – 6:57
4. „Mama Lover“ (дъб микс на Gary Caos) – 6:19
5. „Mama Lover“ – 4:02

## Позиции в класациите
| Класация (2011–2012)                   | Най-добра позиция |
| -------------------------------------- | ----------------- |
| Белгия (Ultratop Фландрия)             | 6                 |
| Белгия денс класация (Ultratop)        | 1                 |
| Италия (FIMI)                          | 6                 |
| Япония (Japan Hot 100)                 | 49                |
| Латвия видеокласация                   | 5                 |
| Румъния (Romanian Top 100)             | 94                |
| Русия (Tophit)                         | 8                 |
| Русия (Digital (2M))                   | 1                 |
| Испания (PROMUSICAE)                   | 25                |
| САЩ Dance/Electronic Songs (Billboard) | 38                |